# Truxalis
Truxalis es un género de saltamontes de la subfamilia Acridinae, familia Acrididae. Es el único género en la tribu Truxalini y las especies se encuentran en África, la península ibérica, Anatolia y la península Indochina.

## Especies
Las siguientes especies pertenecen al género Truxalis:
- Truxalis afghana Bey-Bienko, 1963
- Truxalis annulata Thunberg, 1815
- Truxalis arabica Uvarov, 1933
- Truxalis bolivari Dirsh, 1950
- Truxalis burtti Dirsh, 1950
- Truxalis conspurcata Klug, 1840
- Truxalis eximia Eichwald, 1830
- Truxalis fitzgeraldi Dirsh, 1950
- Truxalis grandis Klug, 1830
- Truxalis guangzhouensis Liang, 1989
- Truxalis huangliuensis Liu & Li, 1995
- Truxalis indica (Bolívar, 1902)
- Truxalis japonica Motschulsky, 1866
- Truxalis johnstoni Dirsh, 1950
- †Truxalis kudiana Cockerell, 1927
- Truxalis longicornis (Krauss, 1902)
- Truxalis mesopotamica Dirsh, 1950
- Truxalis nasuta (Linnaeus, 1758)
- Truxalis obesa Bey-Bienko, 1960
- Truxalis philbyi Dirsh, 1951
- Truxalis procera Klug, 1830
- Truxalis robusta (Uvarov, 1916)
- Truxalis rubripennis Dirsh, 1950
- Truxalis siamensis Dirsh, 1950
- Truxalis viridifasciata (Krauss, 1902)